# Mohamed Mzali

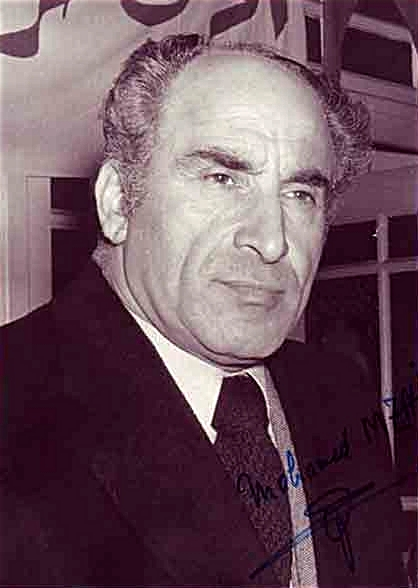
Mohamed Mzali

Mohamed Mzali (arabisch محمد مزالي, DMG Muḥammad Mizālī; * 23. Dezember 1925 in Monastir; † 23. Juni 2010 in Paris) war ein tunesischer Politiker und Sportfunktionär.

## Studium und berufliche Tätigkeiten
Nach dem Schulbesuch absolvierte Mzali ein Philosophie- und Literaturstudium an der Sorbonne in Paris, das er mit einem Diplom abschloss. Danach arbeitete er als Professor in Tunesien.
1959 wurde er zum Generaldirektor für Jugend und Sport ernannt. Dieses Amt übte er bis zu seiner Ernennung zum Direktor der Rundfunk- und Fernsehanstalt Tunesiens aus, die 1964 neu gegründet wurde.

## Ministerposten unter Präsident Bourguiba
Ab 1968 bekleidete Mzali dann verschiedene Ministerämter: Vom 12. April 1969 bis zum 7. November 1969 war er als Nachfolger von Bahi Ladgham zunächst Verteidigungsminister. Anschließend folgte vom 7. November 1969 bis zum 12. Juni 1970 eine Tätigkeit als Minister für Jugend und Sport sowie ab dem 27. Dezember 1969 bis zum 12. Juni 1970 zugleich als Minister für Nationale Erziehung. Das Amt eines Ministers für Nationale Erziehung übte er auch in der Zeit vom 29. Oktober 1971 bis zum 17. März 1973 sowie vom 31. Mai 1976 bis zum 25. April 1980 aus. In diesem Amt setzte sich Mzali insbesondere auch für eine Arabisierung ein und stärkte dadurch Vorteile gegenüber den arabischen Partnern. Am 17. März 1973 wurde er dann Minister für öffentliche Gesundheit. Dieses Amt übte er bis zum 31. Mai 1976 aus.

## Premierminister (1980 bis 1986)
Am 23. April 1980 wurde er von Präsident Habib Bourguiba zum Nachfolger von Premierminister Hédi Nouira berufen. Während seiner Amtszeit als Premierminister übte er vom 7. Januar 1984 bis zum 28. April 1986 auch das Amt des Innenministers aus. Zudem war seine Ehefrau Fethia Mzali von 1983 bis 1986 Ministerin für Familien und Frauenförderung in seinem Kabinett. Als Premierminister war er zugleich Generalsekretär der ‚Parti Socialiste Destourien’ (PSD).
Am 8. Juli 1986 wurde er von Rachid Sfar als Premierminister und Generalsekretär der PSD abgelöst.
Danach verließ er Tunesien und ließ sich in Frankreich nieder, nachdem gegen ihn Anklage wegen illegaler Bereicherung und Missbrauch öffentlicher Gelder erhoben worden und er zu einer Haftstrafe verurteilt worden war. Mzali kehrte erst am 6. August 2002 nach Tunesien zurück.

## Sportfunktionär
Neben seinen politischen Ämtern war Mzali auch einer der führenden Sportfunktionäre seines Heimatlandes. Von 1962 bis 1986 war er Präsident des Nationalen Olympischen Komitees (NOK). Des Weiteren war er zeitweise Präsident des Tunesischen Fußballverbandes (1962–1963), sowie Vizepräsident (1963–1967) und Präsident (1979–1987) des Internationalen Komitees der Mittelmeerspiele. Hierbei war er insbesondere Präsident des Organisationskomitees für die Mittelmeerspiele 1967.
Mzali war seit 1965 Mitglied des Internationalen Olympischen Komitees (IOC). Von 1973 bis 1980 war er Mitglied der Exekutivkommission des IOC sowie von 1976 bis 1980 Vizepräsident des IOC und gehörte diesem als Mitglied auf Lebenszeit an.